# 瓦布尔
瓦布尔（法語：Vabre，法語發音：[vabʁ]）是法国奥克西塔尼大区塔恩省的一个市镇，属于卡斯特尔区。

## 地理
瓦布尔（43°41'35"N, 2°25'35"E）面积28.43 平方千米，位于法国奧克西塔尼大區塔恩省，该省份为法国南部内陆省份，北起顺时针与阿韦龙省、埃罗省、奥德省、上加龙省和塔恩-加龙省接壤。
与瓦布尔接壤的市镇（或旧市镇、城区）包括：勒贝、丰里约、拉卡兹、拉克鲁泽特、蒙特勒东拉贝索涅、圣皮埃尔-德特里维西。

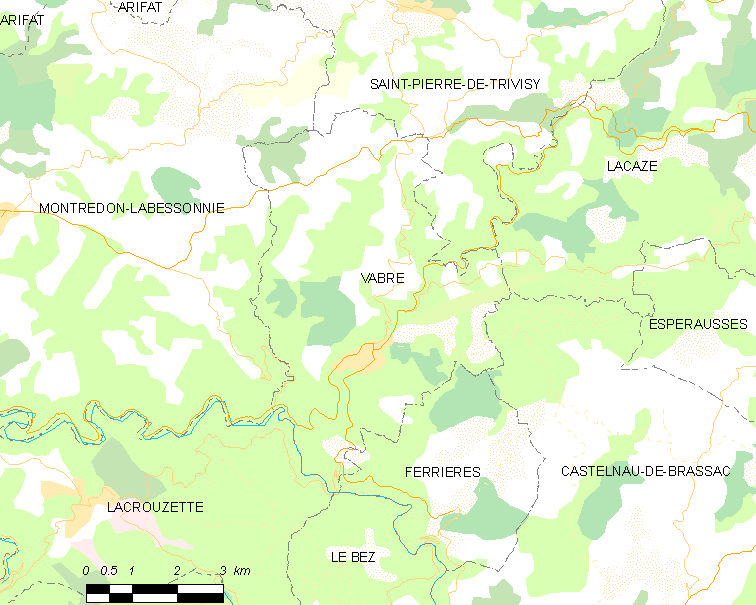
瓦布尔的OSM定位图

瓦布尔的时区为UTC+01:00、UTC+02:00（夏令时）。

## 行政
瓦布尔的邮政编码为81330，INSEE市镇编码为81305。

## 政治
瓦布尔所属的省级选区为奥克高地县。

## 人口

1962-2008年间瓦布尔人口变化图示

瓦布尔于2022年1月1日时的人口数量为716人。